# Гленем (Південна Дакота)
Гленем (англ. Glenham) — місто (англ. town) в США, в окрузі Волворт штату Південна Дакота. Населення — 112 особи (2020).

## Географія
Гленем розташований за координатами 45°31′59″ пн. ш. 100°16′16″ зх. д. / 45.53306° пн. ш. 100.27111° зх. д. (45.532994, -100.271118).  За даними Бюро перепису населення США в 2010 році місто мало площу 0,85 км², уся площа — суходіл.

## Демографія
Згідно з переписом 2010 року, у місті мешкало 105 осіб у 55 домогосподарствах у складі 30 родин. Густота населення становила 124 особи/км².  Було 67 помешкань (79/км²).
Расовий склад населення:
| - 95,2 % — білих - 1,9 % — корінних американців - 1,9 % — осіб інших рас |

До двох чи більше рас належало 1,0 %. Частка іспаномовних становила 2,9 % від усіх жителів.
За віковим діапазоном населення розподілялося таким чином: 6,7 % — особи молодші 18 років, 63,8 % — особи у віці 18—64 років, 29,5 % — особи у віці 65 років та старші. Медіана віку мешканця становила 53,8 року. На 100 осіб жіночої статі у місті припадало 110,0 чоловіків;  на 100 жінок у віці від 18 років та старших — 122,7 чоловіків також старших 18 років.
Середній дохід на одне домашнє господарство  становив 44 009 доларів США (медіана — 38 125), а середній дохід на одну сім'ю — 52 804 долари (медіана — 51 250). За межею бідності перебувало 13,2 % осіб, у тому числі 0,0 % дітей у віці до 18 років та 15,4 % осіб у віці 65 років та старших.
Цивільне працевлаштоване населення становило 32 особи. Основні галузі зайнятості: виробництво — 28,1 %, мистецтво, розваги та відпочинок — 28,1 %, роздрібна торгівля — 9,4 %, освіта, охорона здоров'я та соціальна допомога — 9,4 %.